# سامسولا- اسپروس کریک (فلوریدا)
سامسولا- اسپروس کریک (به انگلیسی: Samsula-Spruce Creek) یک منطقهٔ مسکونی در ایالات متحده آمریکا است که در شهرستان ولوسیا، فلوریدا واقع شده‌است. سامسولا- اسپروس کریک ۴۵٫۲ کیلومتر مربع مساحت و ۵٬۰۴۷ نفر جمعیت دارد.